# Der freie Wille
Der freie Wille ist ein deutscher Kinofilm von Matthias Glasner aus dem Jahr 2006. Er erzählt die Geschichte eines Vergewaltigers, der nach seiner Haftentlassung eine Beziehung mit einer jungen Frau beginnt, die ihrerseits jahrelang von ihrem Vater psychisch missbraucht wurde. In den Hauptrollen sind die Schauspieler Jürgen Vogel und Sabine Timoteo zu sehen. Die Dreharbeiten liefen September 2004 bis Februar 2005. Der Film hatte seine Weltpremiere am 13. Februar 2006 auf der Berlinale. In den deutschen Kinos startete der Film am 24. August 2006.

## Handlung
Der frustrierte Küchenhelfer Theo Stoer vergewaltigt an der Ostseeküste eine junge Radfahrerin. Einige Stunden später wird er festgenommen. Das Gericht weist ihn wegen dieser Straftat und zwei weiteren Vergewaltigungen in eine geschlossene psychiatrische Anstalt zum Maßregelvollzug ein. Nach neun Jahren kommt Theo auf Bewährung in eine betreute Wohngemeinschaft in Mülheim an der Ruhr.
Bewährungshelfer Sascha verschafft Theo einen Arbeitsplatz in einer Druckerei. Um sich abzureagieren, macht Theo Krafttraining und eine Kampfsportart; seine sexuellen Bedürfnisse befriedigt er durch Masturbation. Im Alltag fällt es Theo schwer, sich einerseits zu beherrschen und auch auf Menschen zuzugehen. Er interessiert sich für eine Kellnerin der Pizzeria Trattoria Funghi, traut sich aber nicht, sie anzusprechen. Als Sascha ihm Mut macht, gelingt es ihm, seine Beklemmungen zu überwinden. Das Angebot, mit ihm auszugehen, lehnt sie jedoch ab.
Eines Tages lernt Theo Nettie kennen, die verstörte Tochter des verwitweten Druckereibesitzers. Trotz anfänglicher Annäherungsschwierigkeiten entwickeln sich erste zarte Bande. Bevor jedoch eine richtige Beziehung entstehen kann, beginnt Nettie ein Praktikum in einer belgischen Pralinen-Manufaktur. Da der Bewährungshelfer entlassen wurde und nach Berlin gezogen ist, bleibt Theo allein zurück. Eines Abends ist er kurz davor, eine Verkäuferin zu vergewaltigen, die ihn unmittelbar vor Geschäftsschluss in einem Kaufhaus bediente. Er folgt ihr heimlich über die U-Bahn in ihre Wohnung. Doch er kann sich zusammenreißen und verlässt unbemerkt die Wohnung.
Theo besucht Nettie daraufhin unangekündigt in Belgien. Als er am verregneten Abend kein eigenes Hotelzimmer finden kann, nimmt Nettie ihn mit in ihr Zimmer, wo er sich nachts heimlich zu ihr legt. Am Morgen kommt es zu ersten Berührungen. Nach ihrer Arbeit holt Theo Nettie ab und geht mit ihr in eine Kirche, wo er eine Überraschung für sie vorbereitet hat: Die Orgel spielt und eine Sopranistin singt das Lied „Ave Maria“, welches am Vorabend im Radio lief.
Theo und Nettie kommen zusammen, müssen jedoch schnell erkennen, dass sie beide gequälte Seelen sind. Während Theo sich mit seinem Verlangen nach Frauen auseinandersetzen muss, kämpft Nettie schon jahrelang gegen die psychischen Übergriffe ihres eigenen Vaters an. Als Nettie nach Mülheim zurückkommt, zieht Theo zu ihr.
Zurück in Deutschland erkennt Theo, dass er seine Triebe niemals unterdrücken können wird. Als Nettie an einem Abend mit anderen Leuten ausgeht und ihn versetzt, irrt er durch die Straßen und vergewaltigt erneut eine Frau.
Bei ihrer Rückkehr erzählt Theo seiner Freundin von seiner Vergangenheit und macht Schluss. Er gesteht auch, dass er am Vortag rückfällig wurde. Sie flüchtet zu ihrem Vater. Als sie am nächsten Tag in die Wohnung zurückkehrt, ist das Mobiliar zertrümmert und Theo verschwunden.
Nettie sucht eine Frau auf, die von Theo vor neun Jahren vergewaltigt wurde. Zunächst nimmt die Frau an, es handele sich bei Nettie ebenfalls um ein Vergewaltigungsopfer, und geht mit ihr in ein Café. Nettie gesteht ihr jedoch, dass sie kein Opfer, sondern Theo ein Freund sei und sie die Adresse der Frau von einem Journalisten hätte. Die Frau folgt Nettie zur Toilette, schlägt sie, zieht ihr gewaltsam ihre Hose herunter und misshandelt sie.
Nettie ahnt, dass Theo zu Sascha nach Berlin verschwunden ist. Es gelingt ihr, die beiden zu finden. Heimlich verfolgt sie Theo und beobachtet, dass er sich für eine allein nach Hause gehende junge Frau interessiert und diese verfolgt. Sie verliert die beiden im Gewühl eines Jahrmarktes.
Am nächsten Morgen verschwindet Theo am Bahnhof, Nettie folgt ihm in den Zug ans Meer. Als er in einer Hotel-Bar sitzt, lässt sie sich von der Rezeptionistin „als Freundin“ den Zimmerschlüssel geben und entdeckt, dass er für einen Selbstmordversuch in der gefüllten Badewanne bereits Rasierklingen bereitgelegt hat. Geschockt verlässt sie das Hotel. Als sie später Initiative ergreift und ins Zimmer zurückkehrt, ist das Wasser abgelassen und die Klingen sind weg.
Sie findet ihn am nächtlichen Strand und kann nicht verhindern, dass er sich dort in ihrem Beisein die Pulsadern aufschlitzt. Resigniert lässt sie es geschehen und nimmt ihn in den Arm, wo er allmählich verblutet.

## Interpretation
Das typische Happy End findet nicht statt. Dadurch, dass Nettie keinerlei Hilfe herbeiruft oder versucht, Theo am Selbstmord zu hindern, zeigt sich die Sichtweise des Determinismus, da sie denkt, dass Theos Ende schon vorbestimmt ist. Eine andere Erklärung ergibt sich aus dem Titel: nach ihrer auf bedingungsloser Loyalität und Selbstbestimmung begründeten Beziehung ist Nettie, bei aller Trauer, ein entmündigendes Eingreifen in Theos freien Willen nicht möglich.

## Charaktere

### Theo Stoer
Die psychische Verfassung von Theo Stoer scheint anfangs sehr instabil zu sein. Trotz seiner 9-jährigen Therapie in der Vollzugsanstalt zeigt Theo Auffälligkeiten eines enormen inneren Konflikts. Er ist zwar in der Lage, seine Probleme selbst zu erkennen, kann aber nicht richtig damit umgehen. Er versucht durch sportliche Aktivitäten seinen Problemen entgegenzuwirken und für eine kurze Zeitspanne einen klaren Kopf zu bekommen (innerer Frieden). Seinen sexuellen Trieben wirkt er mit Masturbation entgegen. Demnach scheint er nun handlungsfrei, jedoch nicht willensfrei zu sein. Nach Sigmund Freuds Instanzenlehre (Strukturmodell der Psyche#Es), spielt sich der innere Konflikt Theos zwischen dem Es (Triebe) und dem Über-Ich (Moral, Verstand) ab. Diesen Konflikt scheint in Theos Fall die Moralinstanz nicht gewinnen zu können. Im Verlauf des Films gewinnt das Es immer mehr an Einfluss und ringt somit das Über-Ich, die letzte Hürde der Moral, nieder. Somit erliegt er endgültig seinen Trieben. Aus post-freudianischer und auch heutiger psychoanalytischer Sicht erscheint eine Interpretation als Konfliktpathologie gewagt. Die Darstellung des Charakters spricht eher für eine ausgeprägte Struktur-Pathologie, insbesondere fallen Störungen der Impulskontrolle, Frustrationstoleranz, Affektregulierung und Affekttoleranz auf.

### Nettie Engelbrecht
Nettie, die Tochter eines Druckereibesitzers, wächst alleine bei ihrem Vater auf. Dieser schränkt sie in ihrer Selbstverwirklichung ein, indem er sie beruflich und sozial von sich abhängig macht. Laut der Theorie von Sigmund Freud nimmt die Erziehung ihres Vaters die Instanz des Über-Ichs ein. Wie einige Szenen des Films zeigen, nimmt dieser Einfluss krankhafte Züge an. Der Vater verhält sich wie ihr Gewissen. Ihr Freiheitsdrang, welcher die Instanz des Es einnimmt, überwiegt, jedoch scheint ihr Ziel, unabhängig zu sein, fast unerreichbar. Nach ihrem Auszug wird ihr Handeln freier, wodurch sich eine Beziehung mit Theo entwickelt, in der sie im Gegensatz zu der einengenden Liebe ihres Vaters eine befreiende Liebe erlebt. Nach dem Ende der Partnerschaft möchte sie das Gefühl des Glücks behalten, weshalb sie mutiger wirkt und sich traut, die Initiative zu ergreifen und Theo zu verfolgen. Sie flüchtet kurz zu ihrem Vater, um die fehlende Liebe zu ersetzen. Als Theo sich letztlich umbringt, ist sie verzweifelt und hilflos. Trotz ihrer Emanzipation im Laufe des Filmes fällt sie am Ende wieder in ihre alte Rolle des nicht alleine klarkommenden kleinen Mädchens zurück.

## Kritiken
„Ein Film, der sich in seiner Drastik mitunter hart an der Grenze des Erträglichen bewegt. Wie sich Regisseur und Hauptdarsteller expressiv auf das ‚Monster‘ einlassen, um den Zuschauer dazu zu bringen, es als Menschen zu akzeptieren, mag Beachtung verdienen; umso irritierender ist das zutiefst pessimistische Menschenbild, nach dem die Figuren nur die Sklaven ihrer unkontrollierbaren inneren ‚Dämonen‘ sind. Sexualität wird als Schicksal propagiert, wobei der Film von deterministischen Verhaltensmustern ausgeht, in denen Veränderungen keinen Platz haben und als Ausweg nur das Selbstopfer bleibt.“

„Matthias Glasner serviert harte Kinokost: ‚Der freie Wille‘ handelt von einem Vergewaltiger, der seinen verbrecherischen Trieb nicht kontrollieren kann. Ein Psychogramm von Angst und Selbsthass mit einem fulminant aufspielenden Jürgen Vogel.“

## Auszeichnungen
- Silberner Bär für Jürgen Vogel für seine Besondere künstlerische Leistung als Schauspieler, Co-Autor und Produzent bei den Internationalen Filmfestspielen Berlin 2006, sowie Regiepreis der Gilde der deutschen Filmkunsttheater für Matthias Glasner
- Darstellerpreis für Jürgen Vogel beim Tribeca Film Festival 2006
- Die Deutsche Film- und Medienbewertung (FBW) in Wiesbaden verlieh dem Film das Prädikat „besonders wertvoll“.